# Petra Kelly
Petra Karin Kelly, nata Petra Karin Lehmann (Günzburg, 29 novembre 1947 – Bonn, 1º ottobre 1992), è stata una politica e attivista tedesca, determinante nella fondazione del Partito Verde Tedesco, il primo partito ambientalista a salire alla ribalta sia a livello nazionale in Germania sia a livello mondiale.

## Biografia
Kelly visse e studiò negli Stati Uniti d'America fino al suo ritorno in Germania Ovest, avvenuto nel 1970. Dopo aver lavorato per un paio di anni nella commissione europea, passò a un incarico amministrativo presso il comitato economico e sociale europeo, dove sostenne i diritti delle donne. Nel 1979 fu tra le fondatrici de I Verdi (Die Grünen) e nel 1983 fu eletta al Bundestag come membro rappresentante della Baviera. Nel 1982 ricevette il Right Livelihood Award «per aver inventato e implementato una nuova visione che unisce preoccupazioni ecologiche e disarmo, giustizia sociale e diritti umani.»
Nel 1984 Petra Kelly scrisse il libro Fighting for Hope, edito dalla South End Press. Nell'ottobre del 1992 i corpi decomposti di Petra Kelly e del compagno Gert Bastian vennero trovati nella loro abitazione a Bonn dalla polizia, che successivamente determinò la data della morte attorno al 1º dello stesso mese. Gli inquirenti stabilirono che fu Bastian ad uccidere la Kelly, per poi togliersi la vita. Il corpo di Kelly venne sepolto nel cimitero di Würzburg.